# José Ignacio Abadal
José Ignacio Abadal (eigentlich J. Ignasi Abadal; * in Barcelona; † 3. Mai 2010 ebenda) war ein spanischer Schauspieler und Synchronsprecher.

## Leben
Abadal, der sowohl unter seinem spanischen wie unter seinem katalanischen Namen auftrat, hatte seine Anfänge auf der Bühne – wie 1966 im Teatro Romea seiner Heimatstadt, der er zeit seines Lebens treu blieb. Ab Anfang der 1960er Jahre spielte er auch in spanischen Film- und Fernsehproduktionen in zahlreichen Nebenrollen. Hauptsächlich war er jedoch als Synchronsprecher tätig.

## Filmografie (Auswahl)
- 1961: Sendas cruzadas
- 1965: Die Versuchung heißt Jenny (Los pianos mecánicos)
- 1970: Dein Leben ist keinen Dollar wert (Veinte pasos para la muerte)
- 1970: Red Wedding Night (Il rosso segno della follia)
- 1991: Quart segona (Fernsehserie, 13 Folgen)
- 2000: Nine Queens
- 2004: Quito
- 2008: 25 kilates
- 2009: El amor es un suicidio